# ویلیامزپورت، شهرستان کلمبیانا، اوهایو
ویلیامزپورت (به انگلیسی: Williamsport) یک منطقهٔ مسکونی در ایالات متحده آمریکا است که در بخش مدیسون، شهرستان کلمبیانا، اوهایو واقع شده‌است. ویلیامزپورت ۲۵۶ متر بالاتر از سطح دریا واقع شده‌است.